# Freska
Freska (italijansko Affresco) je tehnika poslikave stenske slike, ki se izvaja na sveže položen ali moker apneni omet. Voda se uporablja kot sredstvo za spajanje suhega prahu pigmenta z ometom, z osušitvijo ometa pa slika postane sestavni del stene. Beseda affresco izhaja iz italijanskega pridevnika fresco, ki pomeni 'sveže' in je zato lahko v nasprotju s tehnikami poslikave fresko-secco ali secco, ki se nanašajo na posušen omet, za dopolnitev slikanja v freski. Tehnika fresco se uporablja že od antike in je tesno povezana z italijanskim renesančnim slikarstvom. 

## Tehnologija
Buon fresco pigment se meša z vodo sobne temperature in se uporablja na tanki plasti mokrega svežega ometa, imenovanega intonaco (po italijanski besedi za omet). Zaradi kemične sestave ometa ni potrebno vezivo, saj bo pigment, pomešan izključno z vodo, potonil v intonako, ki sam postane medij, ki drži pigment. Pigment absorbira mokri omet; po več urah se ta posuši z reakcijo na zrak in  prav ta kemična reakcija fiksira pigmentne delce v mavcu. Kemični procesi so naslednji :
- Kalcinacija apnenca v apneni peči: CaCO3 → CaO + CO2
- gašenje kalcijevega oksida: CaO + H2O → Ca(OH)2
- priprava apnenega ometa: Ca(OH)2 + CO2 → CaCO3 + H2O

Pri poslikavi buon fresco se na celotno območje doda grobo podlago, imenovano arriccio in jo nekaj dni pusti da se posuši. Številni umetniki so svoje kompozicije skicirali na tem spodnjem sloju, ki ga nikoli ne bi videli, v rdečem pigmentu, imenovanem sinopia, ime, ki se je uporabljalo tudi za sklicevanje na te spodnje slike. Kasneje so bile razvite nove tehnike prenosa papirnatih risb na steno. Glavne črte risbe, ki so bile narejene na papirju, so bile preluknjane s konico, papir se je dal na steno in z vrečko saj (spolvero) tapkalo črne pike skozi te luknjice na steno. Če bi poslikavo naredili po obstoječi freski, bi bila površina groba, da bi zagotovili boljši oprijem. Na dan slikanja so količini stene, ki naj bi bila dokončana tisti dan, dodali intonaco, tanjši, gladek sloj finega ometa, ki se včasih ujema z obrisi figur ali pokrajine, vendar pogosteje začnejo od vrha kompozicije. Temu območju se reče giornata ('dnevno delo'), različne dnevne faze pa lahko običajno vidimo v veliki freski kot nekakšen šiv, ki ločuje enega od drugega.
Buon frescos je težko ustvariti zaradi roka, ki je povezan s sušenjem ometa. Na splošno bo za plast ometa potrebno deset do dvanajst ur, da se posuši; v idealnem primeru bi umetnik začel slikati po eni uri in nadaljeval do dve uri pred časom sušenja - kar bi dalo sedem do devet ur delovnega časa. Ko se giornata posuši, ne morete več delati, nepobarvan intonaco pa je treba odstraniti z orodjem, preden se naslednji dan znova začne. Če so bile storjene napake, bo morda treba odstraniti celoten intonaco za to območje - ali pa jo pozneje popraviti al secco. Nepogrešljiv sestavni del tega procesa je karbonizacija apna, ki fiksira barvo v ometu, kar zagotavlja trajnost freske za prihodnje generacije. 
Tehnika, uporabljena v priljubljenih freskah Michelangela in Rafaela je bila strganje vdolbin v določena področja ometa, medtem ko je bil še vedno moker, da poveča iluzijo globine in poudari določena območja nad drugimi. Oči ljudi Atenske šole so s to tehniko potopljene, zaradi česar se zdijo globlje in bolj bujne. Michelangelo je to tehniko uporabljal kot del svojega zaščitnega znaka.
V stenski freski je lahko od deset do dvajset ali celo več giornate ali ločenih območij ometa. Po petih stoletjih so giornate, ki so bili prvotno skoraj nevidni, včasih postali vidni, v mnogih obsežnih freskah pa je te delitve mogoče videti od tal. Poleg tega je mejo med giornate pogosto prekrivala al secco s sliko, ki je odtlej odpadla.
Eden prvih slikarjev v postklasičnem obdobju, ki je uporabljal to tehniko, je bil Isaakov mojster (ali mojster Isaakove freske in s tem ime, ki se je nanašalo na neznanega mojstra določene slike) v zgornji baziliki svetega Frančiška v Assisiju. Oseba, ki ustvarja fresko, se imenuje freskant.

## Drugi tipi stenskega slikarstva
Al secco ali fresko-secco slikamo na suhem ometu (secco v italijanščini pomeni 'suho'). Pigmenti tako potrebujejo vezni medij, na primer jajce (tempera), lepilo ali olje, da pigment pritrdijo na steno. Pomembno je razlikovati med secco, ki je bila opravljena na buon fresco, ki je bila po mnenju večine v resnici standardna od srednjega veka naprej in delom, ki je bilo v celoti opravljeno s al secco na prazni steni. Na splošno so prave freske trajnejše od kakršnih koli dodatkov, ki so na njih dodani, ker delo al secco traja bolje z grobo površino ometa, medtem ko bi morala biti prava freska gladka. Dodatno delo bi naredili za spremembe in včasih za dodajanje majhnih podrobnosti, pa tudi zato, ker v resnični freski ni mogoče doseči vseh barv, saj le nekateri pigmenti delujejo kemično v zelo alkalnem okolju svežega apna. Modra barva je bila posebna težava, nebo in modra ogrinjala so pogosto dodali še al secco, saj le azurno modra ali lapis lazuli, edina dva modra pigmenta, ki sta na voljo, dobro delujeta v mokri freski. 
Zahvaljujoč sodobnim analitičnim tehnikam je postalo tudi vse bolj jasno, da so tudi zgodnji italijanski renesančni slikarji pogosto uporabljali tehnike al secco, da bi omogočili uporabo širšega spektra pigmentov. V večini zgodnjih primerov je to delo v celoti izginilo, vendar je celotna slika, ki je bila  narejena al secco na površini, namočeni v barvo, da bi dala ključ za barvo, lahko preživela zelo dobro, čeprav jo vlaga bolj ogroža kot buon fresco.
Tretji tip, imenovan mezzo-fresco, je naslikan na skoraj suhem intonaco - dovolj trdnem, da ne odtisne palca, pravi avtor 16. stoletja Ignazio Pozzo, tako da pigment le malo prodre v omet. Do konca 16. stoletja je ta v veliki meri izpodrinila pravo fresko, uporabljali pa so jo slikarji, kot sta Giovanni Battista Tiepolo ali Michelangelo. Ta tehnika je imela v manjši obliki prednosti dela al secco.
Tri ključne prednosti popolnoma izvedenega dela al secco so bile, da je bilo hitrejše, napake je bilo mogoče popraviti, barve pa so se razlikovale manj kot pri nanašanju, ko so popolnoma suhe - pri mokri freski so se bistveno spremenile.
Za popolnoma al secco delo je intonaco položen z bolj grobo površino, pusti se, da se popolnoma posuši in nato običajno dobi strukturo z drgnjenjem s peskom. Slikar nato nadaljuje tako, kot bi delal  na plošči s platnom ali lesu.

## Zgodovina

### Egipt in antični Bližnji vzhod
Stara freska je  Umestitev Zimri-Lima iz Sirije, ki izvira iz začetka 18. stoletja pred našim štetjem. Nasprotno so stari Egipčani poslikali številne grobnice in hiše, vendar te stenske slike niso freske. 

### Egejske civilizacije
Najstarejše freske, narejene po metodi buon fresco, segajo v prvo polovico 2. tisočletja pred našim štetjem v bronasti dobi in jih najdemo med egejskimi civilizacijami, natančneje minojsko kulturo z otoka Kreta in drugih otokov Egejskega morja. Najbolj znana od teh, Preskakovanje bika, prikazuje sveto slovesnost, v kateri posamezniki skačejo preko hrbta velikih bikov. Najstarejše ohranjene minojske freske najdemo na otoku Santorini (klasično znan kot Thera), ki so datirane v minojsko obdobje (približno 1640–1600 pr. n. št.).
Medtem ko so bile podobne freske najdene tudi na drugih lokacijah po Sredozemlju, zlasti v Egiptu in Maroku, se o njihovem izvoru špekulira. Nekateri umetnostni zgodovinarji verjamejo, da so umetniki s Krete s freskami morda bili poslani na različne lokacije kot del trgovinske izmenjave, kar lahko v ospredje postavi pomen te umetniške oblike v družbi tistega časa. Najpogostejša oblika freske so bile egipčanske stenske slike v grobnicah, običajno s tehniko al secco.

### Klasična antika
Freske so bile naslikane tudi v Antični Grčiji, vendar je malo teh del ohranjenih. V južni Italiji, v Pestumu, ki je bila grška kolonija Magna Graecia, je bila junija 1968 odkrita grobnica s freskami iz leta 470 pr. n. št., tako imenovan Grob skakalca v vodo. Te freske prikazujejo prizore življenja in družbe antične Grčije in predstavljajo dragocena zgodovinska pričevanja. Ena prikazuje skupino moških, ki počivajo na simpoziju, druga pa mladeniča, ki skače v morje. Etruščanske freske iz 4. stoletja pred našim štetjem so bile najdene v grobnici Orcus blizu Veija v Italiji.
Bogato okrašene tračanske freske Kаzanlăške grobnice so iz 4. stoletja pred našim štetjem, zaradi česar so na seznamu Unescove svetovne dediščine.
Rimske stenske slike, kakršne so bile v veličastni Villa dei Misteri (1. stoletje pred našim štetjem) v ruševinah Pompejev in druge vi Herkulaneju so bile narejene kot prave freske.
Poznorimske (krščanske) freske iz 1. stoletja so bile najdene v katakombah pod Rimom, bizantinske ikone pa tudi na Cipru, Kreti, Efezu, Kapadokiji in Antiohiji. Rimske freske je umetnik slikal na še vedno vlažnem ometu tako, da je slika del stene, pravzaprav barvni omet.
V cerkvah Göreme v Turčiji je mogoče najti tudi zgodovinsko zbirko starokrščanskih fresk.

### Indija
Zahvaljujoč velikemu številu starodavnih kamnitih jamskih templjev so se na več kot 20 lokacijah Indije ohranile dragocene antične in zgodnjesrednjeveške freske.  Freske na stropih in stenah jame Adžanta so bile naslikane med c. 200 pred našim štetjem in 600 in so najstarejše znane freske v Indiji. Prikazujejo zgodbe o Jataki, ki so zgodbe o Budovem življenju v prejšnjih življenjih kot Bodhisatva. Pripovedne epizode so upodobljene ena za drugo, čeprav ne v linearnem vrstnem redu. Njihova identifikacija je bila osrednje področje raziskav na to temo od časa ponovnega odkritja najdišča leta 1819. Druge lokacije z dragocenimi ohranjenimi starodavnimi in zgodnjesrednjeveškimi freskami vključujejo jame Bagh, jame Ellora, Sittanavasal, Armamalai jamo, templje Badami jame in druge lokacije. Freske so bile narejene v več tehnikah, vključno s tehniko tempere.
Kasnejše slike iz obdobja rodbine Čola so odkrili leta 1931 v obodnem prehodu  templja Brihadisvara v Indiji in so prvi odkriti primerki.
Raziskovalci so odkrili tehniko, ki se uporablja pri teh freskah. Nad kamenje so nanesli gladko testo iz apnenčeve mešanice, ki je stala dva do tri dni. V tem kratkem razponu so bile tako velike slike naslikane z naravnimi organskimi pigmenti.
Freske na slikah v slogu Dogra / Pahari obstajajo v svoji edinstveni obliki v Šeš Mahalu  Ramnagarja (105 km od Jammuja in 35 km zahodno od Udhampurja). Prizori iz epov Mahabharata in Ramajana skupaj s portreti lokalnih gospodov tvorijo temo teh stenskih slik. Rang Mahal v Čambi (Himačal Pradeš) so še ene zgodovinske freske Dogri, ki prikazujejo prizore Draupti Čeer Harana in Radha-Krišna Leele. Te je mogoče videti ohranjeno v Narodnem muzeju v New Delhiju v sobi, imenovani Čamba Rang Mahal.

### Šrilanka
Freske Sigirije najdemo v kraju Sigirija na Šrilanki. Slikane med vladavino kralja Kašjapa I. (vladal 477 – 495 n. št.). Splošno sprejeto mnenje je, da gre za upodobitve žensk kraljevega dvora, ki so upodobljene kot nebeške nimfe, ki stresajo rože na ljudi spodaj. Nekaj spominja na slog slikanja Gupta, ki ga najdemo v jamah Adžanta v Indiji. So pa veliko bolj oživljene in barvite in po značaju edinstveno šrilanške. So edina ohranjena posvetna umetnost iz antike, ki jo danes najdemo na Šrilanki. 
Tehnika slikanja, ki se uporablja na slikah Sigirije, je fresko lustro. Od tehnike prave freske se nekoliko razlikuje po tem, da vsebuje tudi blago vezivno sredstvo ali lepilo. To daje slikam dodano obstojnost, kar nazorno kaže tudi dejstvo, da so preživele, izpostavljene elementom, več kot 1500 let. 
So v majhnem spodmolu sto metrov nad tlemi in jih je do danes ostalo 19. Starodavne reference pa se nanašajo na obstoj kar petsto teh fresk.

### Srednji vek
Poznosrednjeveško obdobje in renesansa sta najpomembnejši uporabnici freske, zlasti v Italiji, kjer večina cerkva in številne vladne zgradbe še vedno predstavljajo freske kot okras. Ta sprememba je sovpadala s ponovnim vrednotenjem fresk v bogoslužju. Rimske cerkve v Kataloniji so bile v 12. in 13. stoletju bogato poslikane, z dekorativnimi in poučnimi - za nepismene vernike - vsebinami, kot je razvidno iz muzeju MNAC v Barceloni, kjer hranijo veliko zbirko katalonske romanske umetnosti.  Tudi na Danskem so bile v srednjem veku (najprej romaniki, nato gotiki) cerkvene stenske slike ali kalkmalerier široko uporabljene in jih je mogoče opaziti v približno 600 danskih cerkvah, pa tudi v cerkvah na jugu Švedske, ki je bila takrat Danska. 
Eden redkih primerov islamskega slikanja fresk iz 8. stoletja je mogoče videti v Qasr Amri, puščavski palači / gradu Omajadov v Magotezu.

### Zgodnja sodobna Evropa
Severna Romunija (zgodovinska regija Moldavija) se ponaša z ducatom poslikanih samostanov, ki so v notranjosti in zunaj popolnoma prekriti s freskami in sicer iz zadnje četrtine 15. stoletja do druge četrtine 16. stoletja. Najbolj izstopajo samostani pri Voronețu (1487), Arboreju (1503), Humorju (1530) in samostan Moldovița (1532). Samostan v Suceviți iz leta 1600 predstavlja pozno vrnitev sloga, razvitega približno 70 let prej. Tradicija poslikanih cerkva se je nadaljevala v 19. stoletju tudi v drugih delih Romunije, čeprav nikoli v enakem obsegu. 
Andrea Palladio, slavni italijanski arhitekt 16. stoletja, je zgradil številne graščine z navadnimi zunanjimi deli in osupljivimi notranjostmi, napolnjenimi s freskami.
Henri Clément Serveau je ustvaril več fresk, vključno s 3 krat 6 m sliko za Lycée de Meaux, kjer je bil nekoč študent. Upravljal je École de fresques na l'École nationale supérieure des beaux-arts ter okrasil Pavillon du Tourisme na razstavi Internationale des Arts et Techniques iz leta 1937 dans la Vie Moderne (Pariz), Pavillon de la Ville de Paris; zdaj v Musée d'Art Moderne de la Ville de Paris.  Leta 1954 je izdelal fresko za Cité Ouvrière du Laboratoire Débat, Garches.  Prav tako je v Musée Carnavalet izvedel stenske murale za Plan des anciennes enceintes de Paris. 
Kapela Foujita v Reimsu, ki je bila dokončana leta 1966, je primer sodobnih fresk, notranjost pa je z verskimi prizori naslikala šola pariškega slikarja Tsuguharuja Foujita. Francoska vlada ga je leta 1996 imenovala za zgodovinski spomenik.

### Mehiški murali
José Clemente Orozco, Fernando Leal, David Siqueiros in Diego Rivera, znani mehiški umetniki, so v 20. stoletju obnovili umetnost freske. Orozco, Siqueiros, Rivera in njegova žena Frida Kahlo so prispevali bolj k zgodovini mehiške likovne umetnosti in k slovesu mehiške umetnosti na splošno kot kdorkoli drug. Skupaj z drugimi, so velika stenska dela Fernanda Leala in Rivere v freski ustanovila umetniško gibanje, znano kot mehiški muralizem.

## Izbrani primeri fresk
Italijanski zgodnji srednji vek
- Arheološki park Castelseprio

Italijanski pozni srednji vek - Quattrocento
- Plošče (vključno z Giotto (?), Lorenzetti, Martini in drugimi) v zgornji in spodnji baziliki sv. Frančiška Asiškega
- Giotto, Kapela Scrovegni, Padova
- Camposanto, Pisa
- Masaccio, Kapela družine Brancacci, Santa Maria del Carmine, Firence
- Ambrogio Lorenzetti, Palazzo Pubblico, Siena
- Piero della Francesca, Bazilika sv. Frančiška, Arezzo
- Domenico Ghirlandaio, Cappella Tornabuoni, Bazilika Santa Maria Novella, Firence
- Zadnja večerja, Leonardo da Vinci, Milano (tehniko tempera na omet in kamen, neprava freska[16])
- Sikstinska kapela serija sten: Sandro Botticelli, Perugino, Rossellini, Signorelli in Ghirlandaio
- Luca Signorelli, Chapel of San Brizio, Duomo, Orvieto

Italijanska "visoka renesansa"
- Michelangelov strop Sikstinske kapele
- Rafaelove stance, Vatican
- Rafaelova Villa Farnesina
- Giulio Romano, Palača Te, Mantova
- Andrea Mantegna, Camera degli Sposi,  Vojvodska palača, Mantova
- Kupola Firenške stolnice
- Galerija Farnese, Annibale Carracci, Palača Farnese
- Alegorija o Božji Previdnosti in Barberinijevi moči, Pietro da Cortona, Palača Barberini
- Strop, Giovanni Battista Tiepolo, (Nova Residenca) Würzburg, Kraljeva palača, Madrid, (Vila Pisani, Stra in druge
- Strop cerkvene ladje, Andrea Pozzo, Sant'Ignazio, Rim

Bolgarija
- Cerkev svetega Jurija, Sofija
- Samostan Bachkovo
- Bojanska cerkev
- Samostan Gospodovega spreobrnjenja
- Rilski samostan

Srbski srednji vek
- Visoki Dečani
- Samostan Gračanica
- Samostan Studenica
- Samostan Mileševa

Češka
- Rotunda svete Katarine, Znojmo

Mehika
- Cikel fresk Čudeži Device Gvadalupske, Fernando Leal, Bazilika Marije Guadalupske, Ciudad de México
- Cikel fresk Bolivarjeve epike, Fernando Leal, Colegio de San Ildefonso, Ciudad de México

Kolumbija
- Santiago Martinez Delgado s fresko poslikana stena v zgradbi Kolumbijskega kongresa in tudi  Kolumbijski nacionalni zgradbi.

## Zaščita fresk
Podnebje in okolje Benetk se stoletja pojavljata kot problem za freske in druga umetniška dela v mestu. Mesto je zgrajeno na laguni v severni Italiji. Vlaga in porast vode skozi stoletja sta ustvarila pojav, znan kot naraščajoča vlaga. Ko se voda lagune dviga in vdira v temelje stavbe, se voda vpije in dviga skozi stene, kar pogosto povzroči poškodbe fresk. Benečani so postali precej spretni pri metodah ohranjanja fresk. Plesen aspergillus versicolor lahko po poplavi raste, zato porabi hranila s fresk. 
Sledi postopek, ki so ga uporabili pri reševanju fresk v beneški operni hiši La Fenice, vendar lahko isti postopek uporabimo tudi za podobno poškodovane freske. Najprej se nanese zaščitni in podporni povoj iz bombažne gaze in polivinilnega alkohola. Težke odseke odstranimo z mehkimi krtačkami in lokalizirano sesanje. Druga območja, ki jih je lažje odstraniti (ker jih je poškodovalo manj vode), odstranimo z obkladkom iz papirne kaše, nasičenim z bikarbonatom raztopine amonijaka, in odstranimo z deionizirano vodo. Te odseke ojačimo in pritrdimo, nato očistimo z obkladki iz izmenjalne smole, steno in slikovno plast pa okrepimo z barijevim hidratom. Razpoke in odcepke zaustavimo z apnenim kitom in vbrizgamo z epoksi smolo, napolnjeno z mikroniziranim silicijevim dioksidom. 

## Galerija
- Freske
- Čola freske Plesoča dekleta, Tempelj Brihadisvara c. 1100
- Freske iz 18. stoletja Umestitev Zimri-Lima odkrita v kraljevi palači v antični Mari, Sirija
- Kapela svetega Križa v Vavelski stolnici v Krakovu je okrašena z bizantinskimi freskami.
- Dionisijeva freska prikazuje sv. Nikolaja v samostanu Ferapontov
- Dante v Domenico di Michelinovi Božanski komediji v Firenški stolnici
- Freske iz bizantinskega in dveh bolgarskih obdobij pod kupolo cerkve sv. Jurija, Sofija
- Notranjost in freske, cerkev sv. Aleksandra Nevskega, Sofija